# 북한의 낙태
북한의 낙태는 북한 역사의 대부분의 기간 동안 불법이었지만, 낙태법은 종종 시행되어 왔다. 1970년대에 낙태는 일반적으로 용인되었고 피임약 또한 사용되었다.
1983년 북한의 낙태 합법화되었지만 많은 시간이 지나지 않은 1993년에 다시 금지되었다. 2015년에는 낙태를 금지할 뿐 만 아니라 낙태를 제공하는(시술하는) 사람들에게도 벌금과 징역을 부과하는 법을 통과시켰다. 낙태를 시술하는 병원이 줄어들면서 불법적인 낙태를 진행하는 사람들이 생겨났고, 이로 인해 산모들의 목숨을 건 낙태가 늘어나기 시작했다.
수용시설 내부에서의 강제적 낙태는 북한의 국가안전보위부 공무원들에 의해서 행해지는 경우가 많다. 또한 장애인, 정치범, 그리고 정부 관리나 교도관에 의한 강간으로 인한 임신의 경우에는 강제 낙태가 행해진다. 중국으로 성매매나 결혼에 팔려간 뒤 강제 북송된 북한 여성들의 경우에 외국인의 아기를 임신하였다면 낙태를 해야한다.

## 역사
북한 역사의 대부분 기간 동안 낙태에 대한 지식은 굉장히 단편적이었다. 또한 낙태라는 행위는 북한 역사의 초기부터 금지된 것으로 볼 수 있다. 1970년대의 경우에는 금지령임에도 불구하고 일반적으로 이해하거나 용인했던 것으로 추정된다.
1970년대와 1980년대 북한은 현대적인 피임방법을 사용했다. 1970년대 중반부터, 경구피임약, 콘돔, 자궁 내 장치 (IUDs)를 산부인과 병원에서 이용할 수 있었다.
1980년대 후반부터 성생활이 자유로워지고 개방된 문화가 지속되면서, 성매매가 늘어나게 되었고 이로 인해 혼전임신과 혼외임신률이 증가했다. 이 결과 1983년에 합법화되었던 낙태는 1993년에 다시 금지되었다. 1990년대 출산장려정책의 변화에도 불구하고 피임약은 계속 사용되었다.
1998년 인구연구소의 생식건강조사에 따르면 북한의 기혼여성의 낙태율은 1.77%였다. 북한의 출산정책이 활성화되면서 2001년까지 낙태율은 1.11%로 떨어졌다. 유엔 개발 계획의 2014년 사회경제인구보건조사에 따르면 기혼 북한 여성의 11%가 낙태 경험이 있는 것으로 나타났다. 하지만 북한에서 성 선택 낙태가 행해지고 있다는 증거는 없다.
북한 당국은 2015년 10월 '고립국의 출산율 하락을 막기 위한 노력'으로 낙태와 IUD 등 산아 제한 장치 삽입을 금지했다. 자유아시아방송(RFA)에 따르면 북한에서 낙태 시술을 한 산부인과 의사들은 벌금형을, 비(非) 산부인과 의사들은 최대 3년간 수감될 것이라고 밝혔다. 2015년 이전에는 이미 "불법 낙태를 하고 피임기구를 사용하는 사람에 대한 처벌"이 있었지만 얼마나 자주 시행되었는지는 불분명하다.결혼하지 않은 북한 여성들은 낙태에 대한 처벌을 피하기 위해 산아제한 절차를 거치고 의사나 조산사의 집에서 불법 낙태 시술을 받는다. 병원에서의 피임법과 낙태 서비스의 부족은 특히 혜산시과 같은 낙후된 지역에서 이뤄지는 위험한낙태의 증가로 이어졌다.

## 강제 낙태
탈북자들과 비정부기구들의 보고에 따르면, 북한의 여성들은 국가안전보장부 관리들에 의해 강제낙태의 대상이 되어 왔다고 한다. 특히 강제 낙태는 중국에서 임신을 하고 북한으로 강제 송환된 북한 여성들에게 흔히 발생한다. 2002년 초에는 교도소에서 강제 낙태와 영아 살해가 있었다는 보고가 있었다.
중국에서 강제결혼과 중국내 성매매를 당한 북한의 인신매매 피해자들이 탈출을 시도하면 강제로 북한으로 송환된다. 2022년 6월, 북한인권위원회와 국제변호사협회 전범위원회는 다년간의 조사 결과 "중국인 아기를 낳게 될 경우 강제 낙태 집행"이라는 북한 정책의 증거가 입증되었다고 보고했다. 위 보고서는 북한의 이 정책이 "어떤 대가를 치르더라도 북조선 민족의 순수성을 유지하는 것의 중요성을 강조하는 공식적인 이념에 의해 추진되었다"고 결론지었다.
조선민주주의인민공화국의 정치범수용소에서도 교도관들이 여성 수감자들을 성폭행한 후 강제 낙태를 진행했다는 사실이 보고되었다. 강제 낙태는 장애가 있는 사람들, 정치범들, 그리고 정부 관리들에 의한 강간으로 인한 임신에도 흔하다고 미국 국무부의 2022년 보고서에 명시되었다. 1992년에 진행한 연구에서는 북한이 고 위험군의 임신을 면밀히 관찰하고 임신 6개월 째에 초음파 검사 후 기형 태아에게 낙태를 시행하는 것을 발견하였다.

## 같이 보기
- 조선민주주의인민공화국의 여성

## 메모
1. ↑  1966년대 북한의 출산율은 6.5명이었다. 남북한 모두 1970년대에 급격한 출산율 하락을 겪었으며, 북한의 출산율은 1988년대에 2.5명, 2013년에는 2.0명이었다.[8][4]

## 추가 링크
- 북한의 여성과 소녀들의 인권, Office of the United Nations High Commissioner for Human Rights
- “북한 사람에게 질문이 있습니다: 북한 내에서 강제 낙태가 정말로 시행되나요?”. 《NK News》. 2019년 11월 13일.